# 丰满万人坑
丰满万人坑，位于中华人民共和国吉林省吉林市丰满区小丰满地区丰满水电站内的丰满东山。2019年10月16日，由中华人民共和国国务院公布为第八批全国重点文物保护单位，屬於近现代重要史迹及代表性建筑，前為吉林省文物保护单位。丰满万人坑是3条100余米长、6米宽、4米深的天然沟渠，其上自1963年起設展室，也即今吉林市劳工纪念馆。

## 年代
根據2008年吉林省文化厅公佈的《吉林省省级文物保护单位一览表》，丰满万人坑的历史年代为1936年，而根據2019年10月16日中华人民共和国国务院公佈的《国务院关于核定并公布第八批全国重点文物保护单位的通知》，丰满万人坑的历史年代为1937－1943年。

## 歷史

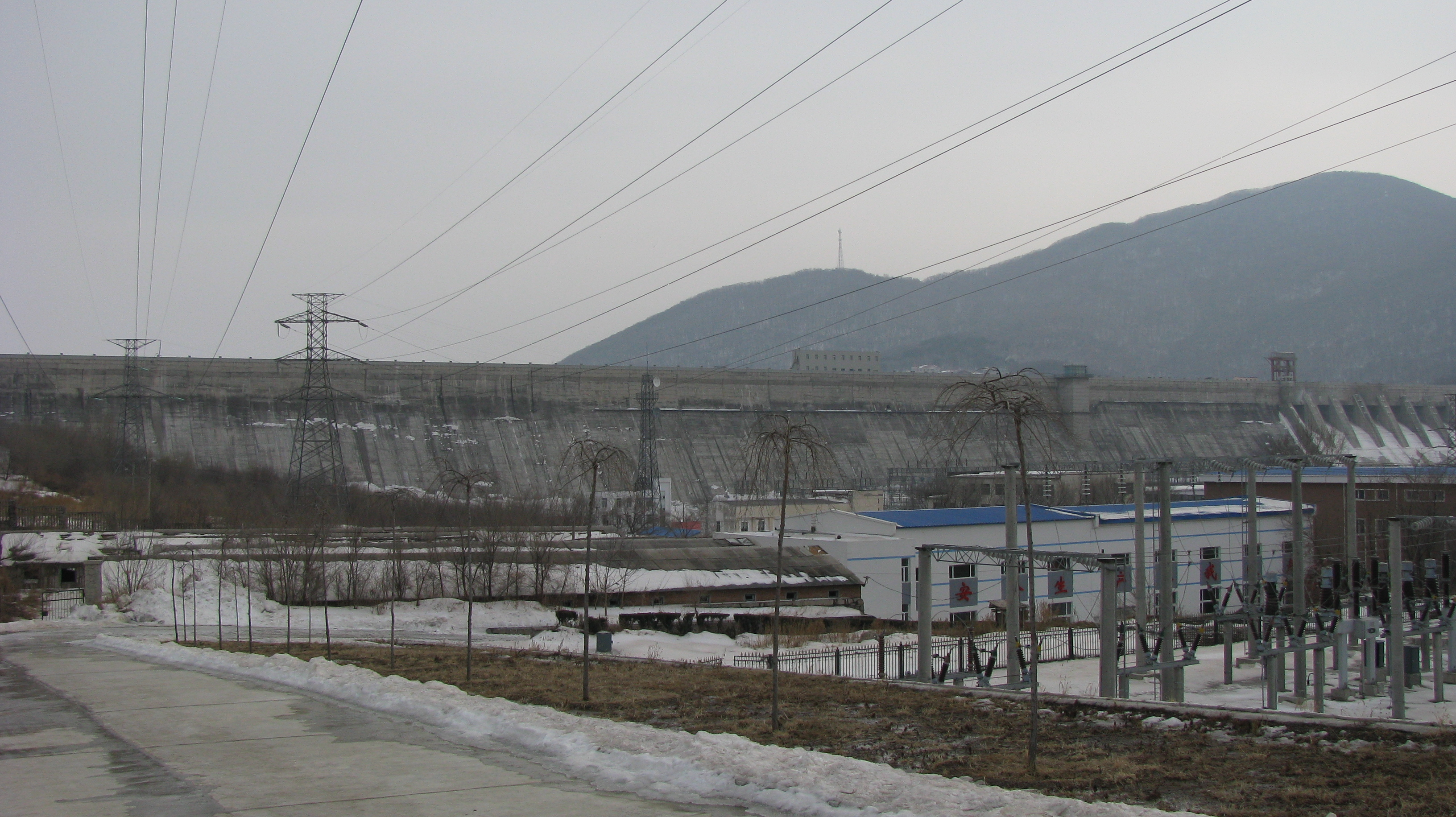
丰满水电站是在中国劳工的白骨之上建造起来的，圖為其大坝（2009年3月）

1933年，满洲国产业部组织“满洲河川综合调查处”，对松花江水系进行调查，最终选定小丰满地区，修建丰满水力发电所。1936年12月28日满洲国第210号敕令决定于次年1月1日起成立由经济部大臣直接领导的水力电气建设局，负责松花江水电开发。1937年6月18日，满洲国经济部水力电气建设局召开第一次水力电气建设委员会，决定在丰满设置吉林工程处，负责有关施工。:140-141
在當時被譽為「亞洲第一工程」的丰满水电站是在上万名中国劳工的白骨之上建造起来的:51。水电站建设期间，共投入劳工103410人，多是當時日本的統治者用法西斯手段从占领区各处抓来的老百姓。时任永吉县警务科长野崎茂在中國抗日戰爭后供认，自1936年至1943年，七年间共有5110名劳工死亡；仅其在永吉任职的两年就有1160名劳工死亡:144-146。惨死的劳工遗骸被扔进丰满东山3条100余米长、6米宽、4米深的天然沟渠，也即是“万人坑”中:51。
1963年，丰满发电厂在“万人坑”上设置展室；1964年由吉林市总工会接管，向全市开放；1997年定名为吉林市劳工纪念馆。此外，在1964年，丰满劳工纪念馆前立下了一座為死难者而建的纪念碑，上刻“不忘阶级苦，牢记血泪仇”:52。1983年11月24日，豐滿萬人坑獲公佈為第三批吉林省文物保护单位之一，類型為“近现代史迹及代表性建筑”。2019年10月16日，豐滿萬人坑遺址獲公佈為第八批全国重点文物保护单位之一，類型為“近现代重要史迹及代表性建筑”。